# Aperàntia
Aperàntia (en llatí Aperantia, en grec antic Ἀπεραντία) era el nom d'una ciutat i d'un districte d'Etòlia que probablement formava part del territori dels agrei. La ciutat, segons Polibi i Esteve de Bizanci, es trobava a l'encreuament del riu Aqueloos amb el Petitaros.
Filip V de Macedònia es va apoderar de la ciutat, però els etolis la van reconquerir, juntament amb Amfilòquia l'any 189 aC. Després es torna a mencionar Aperàntia l'any 169 aC, durant l'expedició que va fer Perseu de Macedònia contra la ciutat d'Estratos, diuen Polibi i Titus Livi.